# Masdevallia vidua
Masdevallia vidua là một loài thực vật có hoa trong họ Lan. Loài này được Luer & Andreetta mô tả khoa học đầu tiên năm 1988.